# Stefan Branković
Stefan Branković, född 1417, död 1476, var Serbiens regent från 1458 till 1459.